# Conopotarsa butyropis
Conopotarsa butyropis är en fjärilsart som beskrevs av Edward Meyrick 1913. Conopotarsa butyropis ingår i släktet Conopotarsa och familjen Plutellidae. Inga underarter finns listade i Catalogue of Life.